# Richard W. Higgins
Richard W. Higgins (* 21. August 1922 in Framingham, Massachusetts; † 5. April 1957 bei Fürstenfeldbruck) war Pilot der United States Air Force. Am 5. April 1957 starb er bei Fürstenfeldbruck durch einen Absturz infolge eines technischen Defekts. Für sein vorhergehendes Manöver, bei welchem er sich den Anweisungen des Kontrollturmes widersetzte und sein eigenes Leben riskierte, um ein Herabstürzen des Flugzeugs in bewohntes Gebiet in Fürstenfeldbruck zu verhindern, erlangte er posthum Bekanntheit und diverse Auszeichnungen.

## Leben
Richard Higgins studierte nach seiner Schulzeit an der Norwich University – The Military College of Vermont in Northfield (Vermont). Während des Zweiten Weltkrieges trat Higgins der United States Army Air Forces bei und wurde 1944 Pilot im Dienste der USA. Nach dem Krieg arbeitete er für einige Zeit bei einer Firma in seiner Geburtsstadt, um kurz darauf in die United States Air Force einzutreten. Dort flog er 1949 als First Lieutenant bei der 522nd Fighter-Escort Squadron. Er erreichte eine Gesamtzahl von 2476 Flugstunden.
Richard Higgins hatte mit seiner Frau Elisabeth drei Kinder; zum Zeitpunkt des Unfalls waren sein Sohn Tuck neun Jahre, seine Tochter Blair sechs Jahre und der 1955 in Fürstenfeldbruck geborene Peter gerade ein Jahr alt.

## Tod

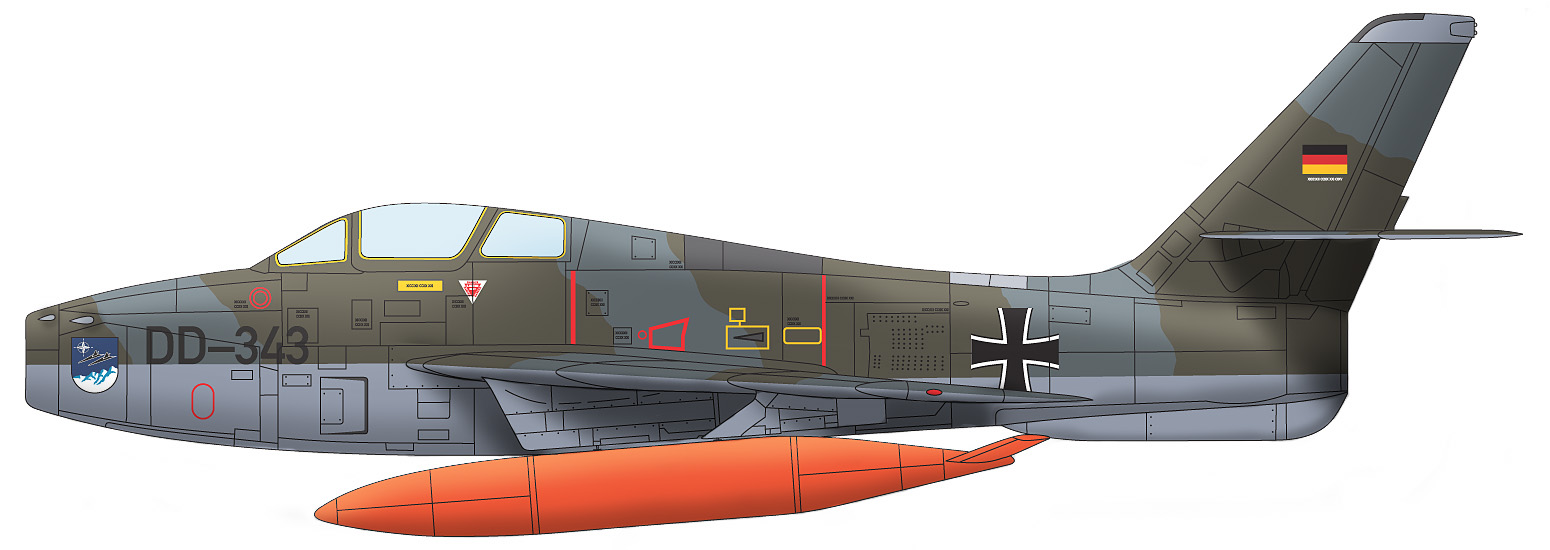
F84-F der Luftwaffe

Am 5. April 1957 geriet Richard Higgins mit einer F-84F Thunderstreak der Luftwaffe mit dem Kennzeichen BA-102 bei einem Werkstattflug durch einen Triebwerksdefekt über Fürstenfeldbruck in eine Notlage. Er missachtete den Ausstiegsbefehl des Kontrollturmes und steuerte das Flugzeug über unbewohntes Gebiet, da ein Ausstieg über der Stadt unweigerlich zu einer Katastrophe geführt hätte. Der danach eingeleitete Rettungsausstieg in etwa 80 Metern Höhe misslang aufgrund der geringen Flughöhe und Captain Higgins verstarb noch an der Unfallstelle.
Als Absturzursache wurde ein Materialfehler im Triebwerk vom Typ Wright J65-W-3 festgestellt. Eine oder mehrere Leitschaufeln der vierten Verdichterstufe waren aufgrund von Materialermüdung abgebrochen.

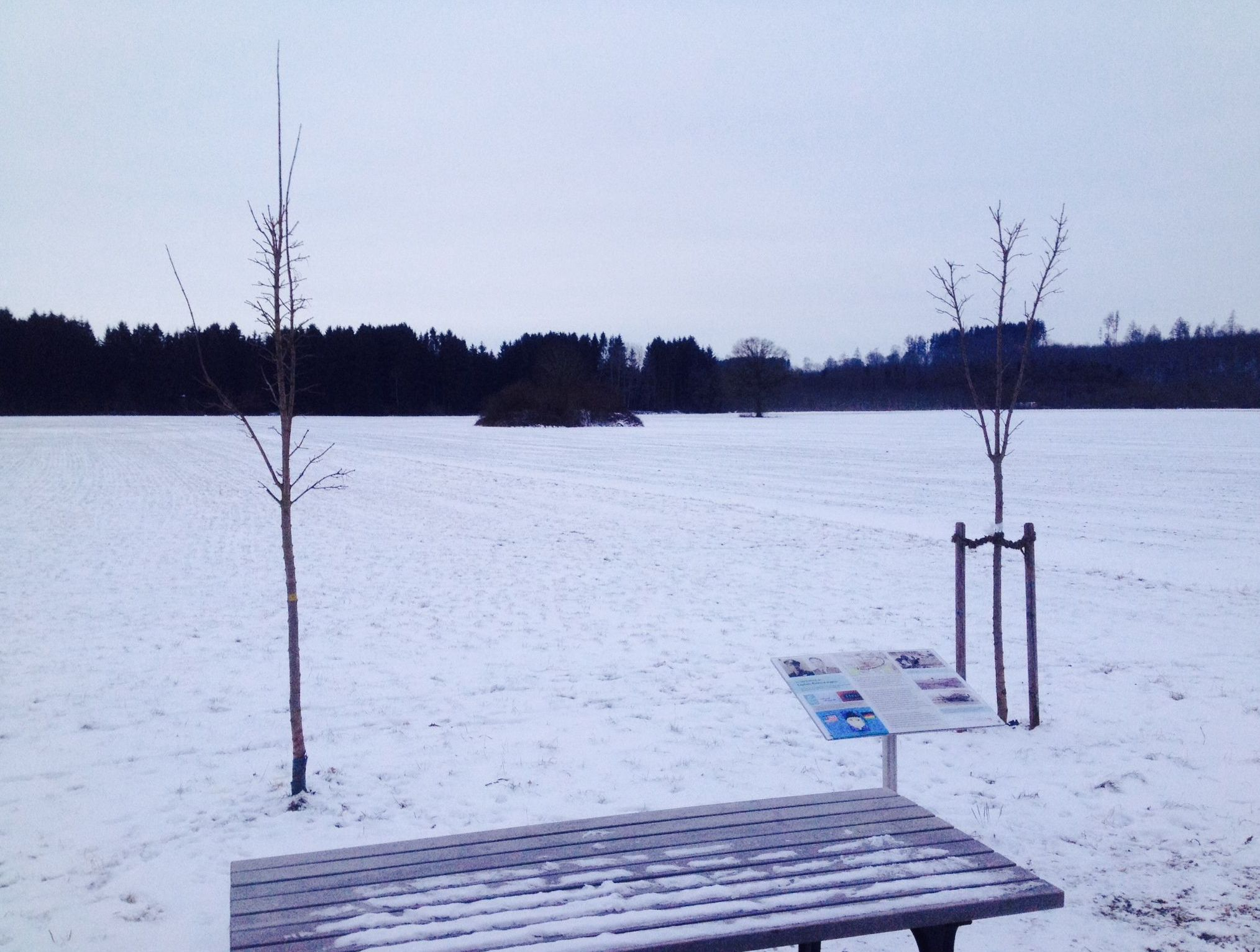

## Posthume Ehrungen
Die Stadt Fürstenfeldbruck hatte auf Vorschlag des 1. Bürgermeisters Fritz Bauer bereits am 15. April 1957 eine Straße aufgrund seiner selbstlosen Tat nach Richard Higgins  benannt.
Am 5. April 2000 wurde auf dem Fliegerhorst das Gebäude 227, das ehemals als Schule für die Kinder von US-Soldaten diente und heute von der Offizierschule der Luftwaffe genutzt wird, in „Captain Higgins Gebäude“ umbenannt. 2007 zeigte die Offiziersschule eine Ausstellung über Richard W. Higgins.
Weihnachten 2002 wurde die „Volksschule West“ in Richard-Higgins-Volksschule (später Richard-Higgins-Grundschule) umbenannt.
Captain Richard W. Higgins wurde posthum zum Major befördert.
Richard W. Higgins wird von der Luftwaffe als eines von vier Vorbildern geführt – zusammen mit Ludger Hölker, Michael Giermeier und Jürgen Schumann.
Im Frühjahr 2014 wurde eine Gedenkstätte an der Absturzstelle errichtet.

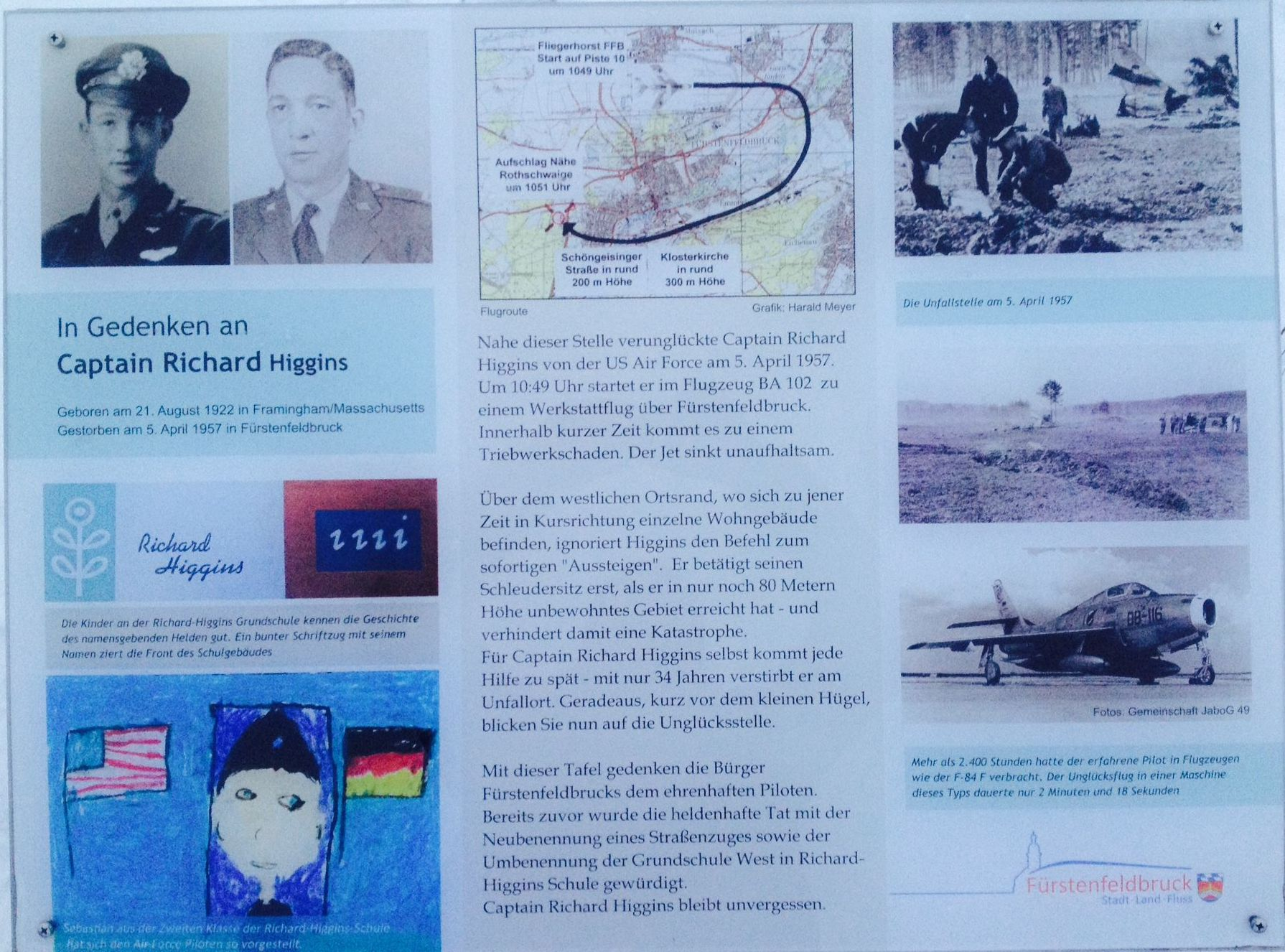
Gedenktafel